# Patosaari (ö i Norra Karelen)
Patosaari är en halvö i Finland. Den ligger i sjön Neitijärvi och i kommunen Lieksa i den ekonomiska regionen  Pielinen-Karelen  och landskapet Norra Karelen, i den östra delen av landet, 500 km nordost om huvudstaden Helsingfors.